# 方元彥
方元彥（1545年—1606年），字士美，號岱陽，山東東昌府臨清州民籍直隸徽州府歙縣人，明朝政治人物。

## 生平
萬曆十年（1582年）壬午科山東鄉試二十六名，萬曆十四年（1586年）丙戌科會試二百一名，登三甲第四十四名。通政司观政，本年授任浙江金華縣知縣。十六年充本省鄉試同考，十九年擢雲南道监察御史，二十年巡视十库，二十一年巡按甘肃，二十二年兼阅视甘固，二十三年巡按真定等府，二十五年巡按浙江，任满還京，二十七年奉命治南畿刷卷，未行而丁父忧归。服阕，三十一年復除江西道御史，本年九月巡按福建。萬曆三十四年卒，享年六十二。
方元彥墓地俗称“御史林”，其原址位于今山东省临清市青年路街道于林头社区。

## 家族
曾祖方祐，號巖泉，曾任壽官；祖父方鉞，號石洲；父方良儒，字君聘，號撫松，曾任恩例冠帶。母程氏。严侍下。兄元焕（丁酉举人）、元潓（儒士）、元脩（恩贡知县今任慶陽教授）、士榮（庠生）。弟元立、元善。
在安徽省黄山市徽州区岩寺镇下街社区，尚存方元彥所立的龙章褒节坊，纪念父亲监察御史方良儒及母亲孺人程氏，并旌表祖母方钺妻汪氏贞节。